# Dmitrij Danilenko
Dmitrij Iwanowicz Danilenko (ros. Дмитрий Иванович Даниленко; ur. 29 maja 1995 w Moskwie) – rosyjski szablista, złoty medalista mistrzostw świata.
W 2012 roku zdobył brązowy medal w indywidualnej rywalizacji kadetów na mistrzostwach świata juniorów w Moskwie. Na rozgrywanych dwa lata później mistrzostwach świata juniorów w Płowdiwie był drugi indywidualnie i drużynowo. Ponadto zdobył srebrny medal drużynowo na mistrzostwach świata juniorów w Taszkencie w 2015 roku.
Podczas mistrzostw świata w Rio de Janeiro w 2016 roku Rosjanie w składzie: Dmitrij Danilenko, Kamil Ibragimow, Nikołaj Kowalow i Aleksiej Jakimienko zdobyli złoty medal w zawodach drużynowych. W tej samej konkurencji był też między innymi piąty na mistrzostwach świata w Budapeszcie w 2019 roku.
Wystartował na igrzyskach olimpijskich w Tokio w 2020 roku, zajmując siódme miejsce drużynowo.
Ponadto zdobył drużynowo złote medale na mistrzostwach Europy w Toruniu (2016) i mistrzostwach Europy w Tbilisi (2018). Był też trzeci indywidualnie na mistrzostwach Europy w Novim Sadzie (2018).